# Alvear Icon Hotel
El Alvear Icon Hotel es un edificio de usos mixtos que cuenta con hotel y residencias de lujo, ubicado en el barrio de Puerto Madero, en Buenos Aires, Argentina.

## Descripción
Luego de trabajar durante un año y medio en el proyecto, en el 2009 comenzó la construcción del nuevo emprendimiento de lujo del Grupo Alvear, propietario del reconocido Alvear Palace Hotel y que dos años más tarde se lanzaría a la construcción de la torre más alta del país, la Alvear Tower. El diseño estuvo a cargo del estudio Pfeifer-Zurdo (PFZ Arquitectos).
Se trata de una torre que conjuga dos conceptos estilísticos bien marcados: uno es el clásico, que caracteriza al mencionado Alvear Palace (de 1932) y simboliza el lujo y la identidad de la marca. Se encuentra representado por la mitad inferior del proyecto, incluyendo la planta baja y el ingreso. El otro es el moderno, que puede observarse claramente en el volumen superior que constituye el remate, el cual está cubierto por un muro cortina espejado. Este segmento del edificio, además de aportar la cuota de contemporaneidad en su arquitectura, lo diferencia y lo destaca del resto de sus vecinos, y le da una imagen característica y fácilmente reconocible. 
En su interior, el sector de hotel cuenta con 146 habitaciones y suites distribuidas desde el piso 4 hasta el 17 y un centro de eventos, totalizando una superficie de 28.060 m². En los pisos 19 y 20 se encuentra el spa/gim, con piscina cubierta y vista panorámica. A partir del piso 22 se desarrollan las 50 residencias de lujo que suman 7.700 m².